# Mar"janivka
Mar"janivka (in ucraino Мар'янівка?, in polacco Marianówka) è un insediamento rurale ucraino (2 676  abitanti) nel distretto di Luc'k, nell'oblast' di Volinia. Ospita l'amministrazione della comunità territoriale di Mar"janivka, una delle comunità territoriali dell'Ucraina.
Fino al 18 luglio 2020 Mar"janivka apparteneva al distretto di Horodyšče, abolito come parte della riforma amministrativa dell'Ucraina, che ha ridotto a quattro il numero dei distretti dell'oblast' di Volinia. L'area del distretto di Horodyšče è stata fusa nel distretto di Luc'k.
Fino al 26 gennaio 2024 Mar"janivka era classificata come insediamento di tipo urbano. Da tale data è entrata in vigore una nuova legge che ha abolito questo status e Mar"janivka è stata riclassificata come insediamento rurale.
Sorge lungo il corso del fiume Lypa.

## Storia
Mar"janivka fu fondata all'inizio del XVIII secolo da immigrati polacchi, che denominarono l'insediamento Musin, anche se il territorio era già abitato in tempi più antichi, come testimonia il ritrovamento, nel 1928, di circa 1500 monete d'oro e d'argento di epoca romana. Nel 1921 il nome di Musin fu cambiato in Mar"janivka.
Dal 1940 al 1962 fu capoluogo dell'omonimo distretto. Nel 1958 ricevette lo status di insediamento di tipo urbano.

## Monumenti e luoghi d'interesse
A Mar"janivka sono presenti tre chiese: una ortodossa, una cattolica e una pentecostale.

## Infrastrutture e trasporti
Mar"janivka è servita da una stazione sulla linea ferroviaria che collega Luc'k e Leopoli.